# Saboredo
Le site de Saboredo est un cirque lacustre des Pyrénées situé sur le versant nord du Parc national d'Aigüestortes en Espagne. Ce site correspond à la source principale de la Garonne.

## Toponymie
Le toponyme renvoie à la notion d'éboulis. Il est basé sur un thème pyrénéen attesté dans le basque Zabor, Zagor 'cailloutis, décombres' ou le gascon Saborra 'galet à ricocher'.

## Géographie
Le cirque de Saboredo se situe au-dessus de 2 000 m d'altitude et contient de nombreux lacs et étangs, entre autres l'étang de Baix (estany de Baix), l'étang de Mig (estany del Mig), l'étang de Dalt (estany de Dalt) et les deux grands lacs de Saboredo. Parmi les sommets formant le cirque se trouvent le pic de la Ratera et le tuc de Saboredo.